# フロッピあ!
『フロッピあ!』は、1986年1月から同年9月までフジテレビ系列局で放送されていた関西テレビ製作の情報バラエティ番組である。MIZUNOの一社提供。放送時間は毎週土曜 23:00 - 23:30 （日本標準時）。

## 概要

### 前期
流行と風俗を中心とする様々な情報を「エグる」番組として放送。番組タイトルは情報記録メディアのフロッピーディスクに由来する。司会は大沢逸美と当時関西テレビのアナウンサーだった梅田淳が務めていた。また、一般公募の女性「フロッピあ小町」が情報ウォッチャー・ナビゲート役として出演していた。

#### 主題歌
- 「Tonight」（歌：大沢逸美）
  - 作詞：原真弓／作曲：タケカワユキヒデ／編曲：矢野立美

### 後期
大沢をはじめとする前期の出演者たちが全員降板し、替わって毎回様々な芸能人や著名人がリポーターを務めるオールVTRの情報ドキュメンタリーへと路線変更。また、流行や風俗に限らず、フリージャンルの情報を取り扱う番組になった。
| フジテレビ系列 土曜23:00枠 （関西テレビ製作・MIZUNO一社提供枠） | フジテレビ系列 土曜23:00枠 （関西テレビ製作・MIZUNO一社提供枠） | フジテレビ系列 土曜23:00枠 （関西テレビ製作・MIZUNO一社提供枠） |
| 前番組                                                          | 番組名                                                          | 次番組                                                          |
| --------------------------------------------------------------- | --------------------------------------------------------------- | --------------------------------------------------------------- |
| 夜はドキドキ!! （1985年4月6日 - 1985年12月21日）                | フロッピあ! （1986年1月 - 1986年9月）                           | 上海紅鯨団が行く （1986年10月11日 - 1987年9月26日）             |